# Gontran Hamel
Gontran Georges Henri Hamel (Amiens, 1883-París, 21 de enero de 1944) fue un botánico francés, especialista en criptogámicas.

## Biografía
En 1924, fundó la revista Revue algologique con Pierre Allorge (1891-1944).
En 1927, obtuvo su doctorado en ciencias naturales con una tesis sobre las algas rojas de los géneros Acrochaetium y Rhodochorton. Es conocido por sus estudios efectuados en el «Laboratoire de Cryptogamie» del Museo Nacional de Historia Natural de Francia.
Contribuyó igualmente a la colección de exsiccata «Algues de France».
Fue profesor titular de la cátedra de Criptogámicas en el Museo Nacional de Historia Natural de Francia a partir de 1933.
Fue abatido al tratar de llegar a París en bicicleta antes de que la ciudad fuera liberada en agosto de 1944.

## Algunas publicaciones
- Recherches sur les genres Acrochaetium Naeg. et Rhodochorton Naeg., 1927 (tesis de doctorado)
- Chlorophycées des côtes française, Revue algologique, 1928.
- Floridées de France  Laboratoire de Cryptogamie, (1924–1933).
- Phéophycées de France, 1931–1939.[8]
- Corallinacées de France et d'Afrique du Nord avec Paul Lemoine).[9]

## Reconocimientos
- Miembro de la Société Botanique de France

## Eponimia
Género de algas pardas familia Chordariaceae
- Hamelella Frederik Børgesen 1942[7][10]

Especies de algas rojas
- Lithothamnion hamelii Me.Lemoine.[11]